# Sheffield (Nuevo Brunswick)
Sheffield es una parroquia canadiense situada en la provincia de Nuevo Brunswick.

## Superficie
Sheffield tiene una superficie de 271,29 km².

## Demografía
En 2021, tenía 888 habitantes, una densidad poblacional de 3,3 hab./km², y 499 viviendas.